# Паранойя (фильм, 2000)
«Паранойя» (англ. Paranoid) — британский триллер 2000 года с Джессикой Альбой в главной роли.

## Сюжет
Топ-модель Хлоя приезжает со своим новым другом в загородный дом на вечеринку. В какой-то момент Хлоя падает в обморок, а очнувшись узнаёт, что все ушли, кроме хозяина дома Стэна и его странной семьи. Она решает остаться до утра, но ночью понимает, что её решили похитить и использовать в сексуальной оргии.

## В ролях
| Актёр            | Роль     |
| ---------------- | -------- |
| Джессика Альба   | Хлоя Кин |
| Иэн Глен         | Стэн     |
| Джинн Трипплхорн | Рейчел   |
| Юэн Бремнер      | Гордон   |
| Миша Бартон      | Тереза   |
| Кевин Уотли      | Клайв    |
| Оливер Милбёрн   | Тоби     |
| Гэри Лав         | Нэд      |